# 사할린부대
사할린 부대(Сахалинского отряда)는 과거 박일리아가 1919년에 설립한 사할린 대대를 시작으로 러시아 사회주의 연방 소비에트 공화국에 존재했던 볼셰비키, 아나키즘 등의 극좌 성향의 군사단체이자, 준군사조직이자 볼셰비키와 소비에트 공화국의 편에서 테러를 무수히 자행하던 테러조직이었다. 소비에트 공화국의 비호 아래에서 민간인 학살과 약탈, 고문 등의 범죄를 일으켰다.
부대는 1921년에 해체됐지만 1923년엔 사할린부대 출신의 김창수와 김오남이 홍범도를 피습하여 폭행하여 이를 부러트리는 폭행사건을 일으켰다. 가해자들은 홍범도에게 현장에서 즉시 모두 사살되었다.
1. ↑  이정식, 『여운형 : 시대와 사상을 초월한 융화주의자』, 서울 : 서울대학교출판부, 2008, pp 314~316.
2. ↑  이완종, 2014, 『러시아문서 번역집 14』,선인, 2014, p.166, 177, 195, 198-199.
3. ↑  Тепляков Алексей Георгиевич, 2018,「К ПОРТРЕТУ НЕСТОРА КАЛАНДАРИШВИЛИ (1876-1922): УГОЛОВНИК-АВАНТЮРИСТ, ПАРТИЗАН И КРАСНЫЙ КОМАНДИР」, Текст научной статьи по специальности «История и археология», pp.47~51.
4. ↑  독립기념관 한국독립운동사연구소,"고명수", 『한국독립운동인명사전』
5. ↑  반병률, 「홍범도 장군의 항일무장투쟁과 고려인 사회 」, ≪한국근현대사연구 ≫ 67, 2013, 631쪽.